# Miroslava Knapková
Miroslava Knapková (Brno, 19 september 1980) is een Tsjechische roeister, die gespecialiseerd is in het roeionderdeel skiff. Ze nam viermaal deel aan de Olympische Spelen en won hierbij in totaal één gouden medaille.
Knapková is aangesloten bij VK Slavia Praha. Haar vader, Miroslav Knapek, deed ook aan roeien. Hij werd zesde bij de Olympische Zomerspelen 1976 en vijfde bij de Olympische Zomerspelen 1980.
In 2001 maakte ze haar internationale debuut bij de wereldbekerwedstrijden in München. Ze eindigde hierbij op een vijfde plaats. Later dat jaar werd ze tiende bij de wereldkampioenschappen. Het jaar erop werd ze wereldkampioene bij de neo-senioren. In 2004 maakte ze haar olympische debuut op de Olympische Zomerspelen 2004 in Athene. Ze eindigde hierbij op een vierde plaats.
Haar eerste grote titel bij de senioren won ze in 2008 bij de Europese kampioenschappen in Athene. Deze titel won ze eveneens in 2011, het jaar dat ze ook wereldkampioene werd. Bij de Olympische Zomerspelen 2008 in Peking moest ze genoegen nemen vijfde plaats. Op de Olympische Zomerspelen 2012 behaalde ze haar grootste succes van haar sportieve loopbaan. Ze won een gouden medaille bij de skiff. Met een tijd van 7.54,37 eindigde ze voor Fie Udby Erichsen uit Denemarken en Kim Crow uit Australië. Vier jaar later op de Spelen in Rio de Janeiro werd ze zevende.

## Titels
- Olympisch kampioene skiff - 2012
- Wereldkampioene skiff - 2011
- Europese kampioene skiff - 2008, 2011, 2014
- Wereldkampioene neo-senioren skiff - 2002

## Palmares

### skiff
- 2001: 5e Wereldbeker in München
- 2001: 10e WK in Luzern
- 2002:  Wereldbeker in Hazewinkel
- 2002:  Wereldbeker in Luzern
- 2002:  WK U23 in Genoa Pra
- 2002:  Wereldbeker in München
- 2003: 4e Wereldbeker in Milaan
- 2003:  Wereldbeker in München
- 2003: 4e Wereldbeker in Luzern
- 2003: 4e WK in Luzern
- 2004:  Wereldbeker in Poznan
- 2004:  Wereldbeker in München
- 2004:  Wereldbeker in Luzern
- 2004: 4e OS in Athene
- 2005:  Wereldbeker in Eton
- 2005:  Wereldbeker in München
- 2005:  WK in Gifu
- 2006:  Wereldbeker in München
- 2006:  Wereldbeker in Luzern
- 2006:  WK in Eton
- 2007:  Wereldbeker in Linz
- 2007:  Wereldbeker in Luzern
- 2007: 4e WK in München
- 2007:  EK in Poznan Malta
- 2008:  Wereldbeker in München
- 2008:  Wereldbeker in Luzern
- 2008: 5e OS in Peking
- 2008:  EK in Athene
- 2009:  Wereldbeker in München
- 2009:  WK in Poznań
- 2009:  EK in Brest BLR
- 2010:  Wereldbeker in München
- 2010:  EK in Montemor-o-Velho
- 2010: 4e WK in Karapiro Lake
- 2011: 5e Wereldbeker in München
- 2011:  Wereldbeker in Luzern
- 2011:  WK in Bled
- 2011:  EK in Plovdiv Lake
- 2012:  Wereldbeker in Belgrado
- 2012:  Wereldbeker in Luzern
- 2012:  OS in Londen
- 2015:  WK in Aiguebelette-le-Lac
- 2016 7e OS in Rio de Janeiro

### dubbel twee
- 2008: 6e OS in Peking

1976: Christine Scheiblich ·
1980: Sanda Toma ·
1984: Valeria Răcilă-Rosça ·
1988: Jutta Behrendt ·
1992: Elisabeta Lipă-Oleniuc ·
1996: Jekaterina Chodotovitsj ·
2000: Jekaterina Karsten ·
2004: Katrin Rutschow-Stomporowski ·
2008: Roemjana Nejkova ·
2012: Miroslava Knapková ·
2016: Kimberley Brennan-Crow ·
2020: Emma Twigg ·
2024: Karolien Florijn
- Nationale Bibliotheek van Tsjechië: pag2015858774
- Virtual International Authority File: 315085451